# 탄호이저 (오페라)

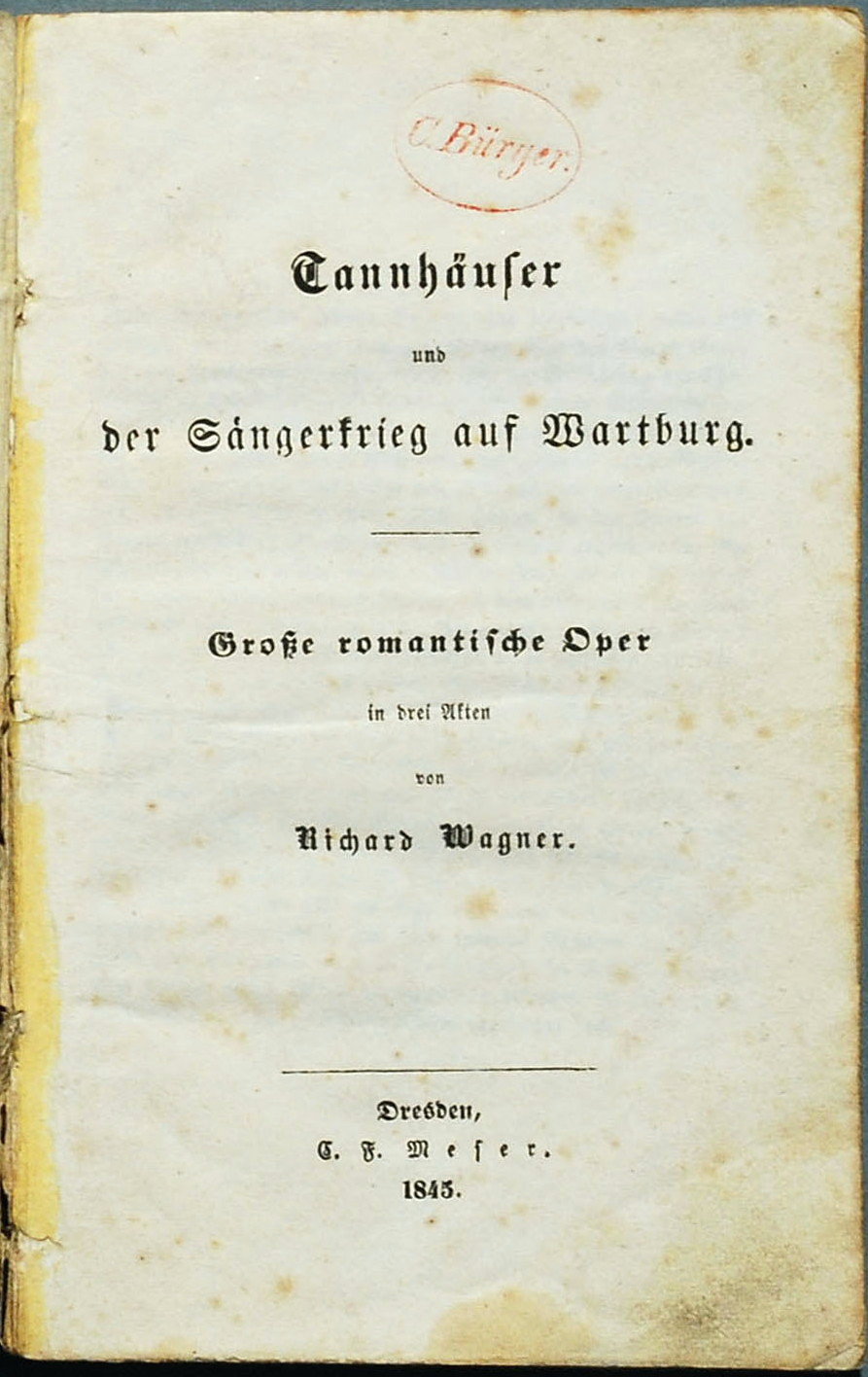

《탄호이저》(독일어: Tannhäuser, 또는 Tannhäuser und der Sängerkrieg auf die Wartburg) WWV.70은 바르트부르크의 노래 경연대회와 탄호이저에 관한 독일 전설을 기초하여, 리하르트 바그너가 작곡하고, 대본을 작성한 3막의 독일어 오페라이다.

## 작곡과 초연
1843년부터 1845년 사이에 작곡된 1845년 10월 19일에 드레스덴의 궁정 극장에서 초연되었다.
그 때 지휘자는 바그너 본인이다.
'파리 판 "의 초연은 1861년 3월 13일에 파리 국립 오페라에서 이루어졌다.
한국 초연은 1979년 11월 12일, 홍연택의 지휘로 국립오페라단에 연출가 한스 하르트레트와 안무가 프레드 마르티니가 참여해 국립극장 대극장에 올려졌다.

## 버전 정보

### 드레스덴 판 (1845년)
1845년의 드레스덴 초연에서는, 제3막의 종막 부분에서 베누스는 나타나지 않고, 엘리자베트의 죽음도 암시에 머무르고 있어서, 결말이 청중한테 이해하기 어렵다고 악평을 샀다. 바그너도 그 점을 자각하고 있어, 상연 후 조속히 개정에 착수했다. 1847년에 엘리자베트의 시신과 베누스를 등장시켜, 탄호이저의 구제를 강조하는 형태로 고쳐 썼다. 이 제2 원고가 오늘날 「드레스덴 판」으로서 상연된다. 연주회 등에서 다루어지는 「탄호이저」서곡」은, 일반적으로는 이 드레스덴 판의 서곡을 가리킨다.

### 파리 판 (1861년)
1859년에 파리를 다시 방문했을 때, 바그너에게 나폴레옹 3세로부터 「탄호이저」상연의 칙명이 내렸다. 바그너는, 대본을 프랑스어로 번역할 뿐만 아니라, 음악에도 개정을 실시했다. 주된 개정 내용은, 제1 막 서두의 베누스베르크 부분을 개정해 「바카날레」라고 일컫는 발레 음악을 첨가하고, 제2막의 노래 자랑 장면에서 발터의 아리아를 삭제한 것이다.
바카날레 추가는 당시 파리에서 유행했던 그랜드 오페라 관행을 따라서, 발레 삽입을 극장 측이 상영 조건으로 부과해 왔기 때문이다. 바그너도 염원하던 파리에서 성공을 위해 요구를 받아들였지만, 타협하지 못하고, 보통 제2 막이 아닌 제1 막 발레를 삽입했다. 이것은 무희 목적의 제2 막에서 오는 귀족들에게는 받아들여지지 않고, 당시의 정치 대립도 얽혀 방해 공작으로까지 발전하고, 공연 3일만에 중단되는 사태가 되었다. 그러나 이 처참히 실패한 사건이 반대로 바그너의 주목을 끌어, 이를 계기로 프랑스 음악계와 문단에 압도적인 영향을 미치게 된다. 이 때 사용된 버전이 좁은 의미의 '파리 판 "이지만, 오늘날 거의 연주되지 않는다. 이 시점에서 서곡은 아직 오페라 본체에서 분리된 형태였다.
개정에 따라 "트리스탄과 이졸데" 이후의 더 색채적이고 박진감적인 것으로 변모를 이룬 음악이 담겼지만, 이것은 "탄호이저" 작곡 당시의 음악과 양식상의 일관성이 없게 돼버렸다. 바그너는 이후에도 작품에 계속 손을 가하여, 1867년 뮌헨에서 대본을 독일어로 다시 번역하여 상연했다.

### 빈 판 (1875년)
또한 1875년 빈 공연은 서곡에서 피날레 부분을 삭제하고 단절, 구분없이 제1 막 바카날레로 전환하는 형태 (서곡 289마디에서 바카날레로 들어간다)를 취하도록 했다. 이것이 오늘날 이른바 '파리 판 "으로 정착한다. 엄밀하게는 이것은 "빈 판"이라고 부르고 실제로 새로운 전집 판에서는 "빈 판"으로 앞의 "파리 판"과 구별한다.
바그너 자신은 최종 버전도 만족하지 못하고, 그 뒤에도 여러 번 개정에 임하려고 했다. 아내 코지마의 일기에 따르면, 1883년 죽기 전달에도 "아직 세상에 탄호이저라는 빚이 있다"고 털어 놓았었다고 한다.
바이로이트 축제는 코지마의 의향에 따라 오랫동안 "파리 (빈 판)"을 사용했지만 ,볼프강 이후 "드레스덴 판" 이 다시 다루어졌다. 이밖에 제1 막은 "파리 (빈 판)", 제2 막부터는 "드레스덴 판"을 사용하는 절충판이 사용되는 경우도 빈번하여, 지휘자에 따라 미세 교체를 할 수 있다.

## 악기편성
플루트3(3번은 피콜로 겸함), 오보에2, 잉글리시 호른, 클라리넷3, 바순3, 호른4, 트럼펫3, 트롬본3, 튜바, 팀파니, 큰북, 탬버린, 심벌즈, 트라이앵글, 캐스터네츠, 하프, 현5부
- 무대 뒤, 별도: 호른8, 트럼펫3

## 연주시간
- 드레스덴 판 : 서곡 15분, 1막 51분, 2막 1시간 10분, 3막 54분
- 빈 판 : 서곡 10분, 1막 1시간
- 총 연주시간 : 3시간 10분

## 등장인물
| |                | 초연, 1842년 10월 20일 (바그너 지휘)                         | 파리판 초연, 1861년 (Pierre-Louis Dietsch) |
| --- | -------------- | ------------------------------------------------------------ | ------------------------------------------ |
| 탄호이저, 음유 시인 | 테너           | Joseph Tichatschek                                           | Albert Niemann                             |
| 엘리자베트, 영주의 조카딸 | 소프라노       | Johanna Wagner (Wagner's niece)                              | Marie Sass                                 |
| 베누스, "사랑의 여신" | 소프라노       | Wilhelmine Schröder-Devrient (바그너의 "미래의 여인 이상형") | Fortunata Tedesco                          |
| 볼프람 폰 에센바흐, 음유 시인 | 바리톤         | Anton Mitterwurzer                                           | Morelli                                    |
| 헤르만, 튀링겐의 영주 | 베이스         | Georg Wilhelm Dettmer                                        | Cazaux                                     |
| 발터 폰 데르 볼겔바이테, 음유 시인 | 테너           | Max Schloss                                                  | Aimes                                      |
| 비테롤프, 음유 시인 | 베이스         | Johann Michael Wächter                                       | Coulon                                     |
| 하인리히 데르 슈라이버, 음유 시인 | 테너           | Anton Curty                                                  | König (singer)                             |
| 라인마르 폰 차베터, 음유 시인 | 베이스         | Karl Risse                                                   | Freret                                     |
| 젊은 양치기 | 소프라노       | Anna Thiele                                                  | Reboux                                     |
| 4명의 귀족 시종들 | 소프라노, 알토 |                                                              |                                            |
| 귀족들, 기사들, 귀부인들, 나그네들, 사이렌들, 나이아드들, 님프들, 박쿠스신 숭배자들; 파리 버전, 3명의 우아의 여신, 젊은이들, 큐피트들, 사튀르들, 파우니들 |                |                                                              |                                            |

## 줄거리, 구성
- 13세기 독일 튀링겐

### 1막
- 베누스베르크의 산속 베누스의 궁전

### 2막
- 바르트부르크의 음유시인들이 모여있는 성안

### 3막
- 바르트부르크의 계곡

## 서곡
서곡은 3부분으로 구성되어 있으며, 가운데에 관능적인 베누스베르크의 세계가 배치되고 그 앞뒤로 경건한 순례자들의 합창 음악이 배치되어 있다 - 3부 형식은 이 오페라 전체의 기본 형식으로 각각의 막과 장은 모두 3부 형식을 취한다.
곡의 제 1부는 안단테 마에스토소, E장조, 3/4박자로 장엄한 '순례의 합창'이 먼저 관악기 합주로 시작된다. 이어서 현악기가 들어와 이 주제가 반복되면서 차차 음량이 커지고 트롬본으로 다시 장엄하게 연주된다. 이 모티브가 여러번 연주되고 난뒤 멀리 사라져가듯이 목관군으로 조용히 연주된다.
제 2부는 갑자기 알레그로, 2/2박자로 바뀌어 베누스베르크의 요염한 세계가 뚜렷해지며 '환락의 동기'가 먼저 비올라에 나타난다. 이어서 '시레네의 부르는 소리'가 목관으로 연주된 다음, 처음 템포로 돌아와 현악기로 힘차게 '베누스 찬가'가 연주된다. 그 뒤 첼로, 바이올린, 클라리넷 등으로 '베누스의 동기'가 나타난다. 이어서 '유혹의 동기'가 바이올린에 나타나고 음악이 계속 고조되다가 베누스베르크의 세계는 멀리 사라져간다.
이제 제 3부로 넘어오면서 관악기로 '순례의 합창'이 들려온다. 이 합창이 한층 힘차고 장엄하게 연주되면서 곡이 끝난다.

## 주요 아리아
- 노래의 전당 Dich, teure Halle (소프라노)
- 볼프람의 아리아 Blick'ich umher(바리톤)
- 엘리자베트의 기도 Elisabeths Gebet(소프라노)
- 저녁별의 노래 O! du mein holder Abendstern(바리톤)

## 참고 문헌
- The Opera Goer's Complete Guide by Leo Melitz, 1921 version.
- The New Kobbes Opera Book (11th edition), 1997.
- Murakami, Haruki. "The Second Bakery Attack." The Elephany Vanishes and Other Stories. New York: Vintage Books, 1993.